# Benny Hinn
Toufik Benedictus "Benny" Hinn (em árabe: توفيق بندكتوس "بني" الحن, Haifa, 3 de dezembro de 1952), é um pastor, escritor, professor e televangelista neopentecostal israelense-canadense.

## Biografia
Toufik Hinn nasceu em Haifa, em 1952 no então recém-estabelecido estado de Israel.
Logo após a Guerra Árabe-Israelita de 1967 (a Guerra dos Seis Dias), a família de Hinn emigrou para Toronto, Ontario, Canadá, onde Hinn frequentou e posteriormente abandonou a Escola Secundária Georges Vanier.
Quando já era um adolescente em Toronto, Hinn converteu-se ao pentecostalismo, e juntou-se a um grupo de canto formado por jovens evangélicos.
Ele escreveu que em 21 de dezembro de 1973 viajou de ônibus de Toronto a Pitsburgo para participar de um "culto de milagres" conduzido pela pregadora Kathryn Kuhlman. Embora nunca a tenha encontrado pessoalmente, ele participava freqüentemente de seus "cultos de cura" e sempre citou-a com uma influência em sua vida.

### Ministério
Após mudar-se para os Estados Unidos, Hinn estabeleceu-se em Orlando, Flórida, onde fundou o Centro Cristão de Orlando em 1983. Hinn, então, começou a afirmar que Deus estava usando-o como canal para o poder da cura divina e deu início a cultos de cura em sua igreja.
Em 1990, Hinn criou um novo programa diário chamado Este É o Seu Dia (This is Your Day), que exibe até os dias de hoje clipes de  milagres das Cruzadas de Milagres. O programa estreou na rede de televisão Trinity Broadcasting Network, de Paul Crouch, que se tornaria um dos mais declarados defensores e aliados de Hinn. O ministério de Hinn começou a crescer rapidamente a partir daí, recebendo tanto louvor como críticas de outros líderes cristãos. Em 1999, ele deixou o cargo de pastor do Centro Cristão de Orlando, transferindo o controle administrativo do seu ministério para Grapevine, no estado do Texas, enquanto apresentava Este É o Seu Dia de um estúdio de televisão em Orange County, Califórnia, onde ele agora vive com sua família.

## Críticas e controvérsias
Em abril de 2001 a rede de televisão americana HBO exibiu um documentário chamado "Uma questão de milagres" a respeito de Benny Hinn e seu companheiro de cura através da fé, Reinhard Bonnke. O diretor Antony Thomas disse à rede de notícias CNN que eles não encontraram casos de pessoas curadas por Hinn. Thomas declarou ao New York Times, "Se eu tivesse visto milagres, eu ficaria feliz em divulgá-los . . . mas, pensando bem, acho que eles causam mais mal ao cristianismo do que o mais comprometido dos ateus".[carece de fontes?]
Em 2002, Joe Nickell, da revista americana Skeptical Inquirer, escreveu uma análise crítica sobre as supostas curas de Benny Hinn. Nickell escreveu que as curas de Hinn não foram documentadas por entidades independentes e disse "há um risco de que as pessoas que acreditam que receberam cura desprezem a assistência médica que lhes traria alívio ou mesmo salvar-lhes-ia as vidas".[carece de fontes?]
Em março de 2005, Ministry Watch, uma organização evangélica independente que avalia a transparência financeira e eficiência de ministérios cristãos e aconselha adequadamente potenciais doadores, publicou um alerta afirmando que "o exorbitante gasto reportado pela família de Hinn revela que seu ministério tem muito mais dinheiro do que necessita para sustentar-se" e aconselhando cristãos a "orar sobre a possibilidade de interromper doações para Benny Hinn", e orar por sua restauração e arrependimento. O ministério de Benny Hinn não é membro do Evangelical Council for Financial Accountability (Conselho Evangélico para Responsabilidade Financeira).[carece de fontes?]
Em novembro de 2006, o programa The Fifth Estate do canal de televisão CBC exibiu uma reportagem especial intitulada "Do You Believe in Miracles?" (você crê em milagres?), sobre aparentes transgressões cometidas pelo ministério de Benny Hinn. Com o auxílio de câmeras ocultas e testemunhas das cruzadas, os produtores do programa tentaram demonstrar a apropriação indevida de fundos, sua fabricação da verdade, e o modo com que sua equipe escolheu membros da audiência para subir ao palco para curas televisionadas. De acordo com o programa, aqueles com casos mais graves que buscam a cura são entrevistados e desclassificados, não obtendo ao menos a chance de subir ao palco. Pelo contrário, os com problemas simples são trazidos ao palco em lugar deles. Benny Hinn afirma que tem provas de médicos fidedignos de que suas curas são reais. No entanto, de acordo com o programa, nenhuma destas provas médicas foram apresentadas como evidência de suas alegações.[carece de fontes?]
Em dezembro de 2006, o ministério de Benny Hinn enviou correspondências pedindo doações para a aquisição de um novo jato Gulfstream G4SP estimando em 36 milhões de dólares, com custos de manutenção e operação por volta de 600 mil dólares por ano.[carece de fontes?]
Outros fatos perturbadores sobre a organização de Benny Hinn foram as mortes ocorridas em 1998 por overdose de heroína de dois membros de seu convívio próximo, a investigação destas mortes por Mario C. Licciardello's, irmão do cantor cristão Carman, as acusações de Licciardelo e sua coincidente e estranha morte no dia anterior ao depoimento de Hinn, que resultaria na divulgação pública dos arquivos sobre Hinn. Foi feito um acordo extra-corte com a viúva de Licciardello.[carece de fontes?]

### Investigação do Senado americano
Em 6 de novembro de 2007, o senador americano Chuck Grassley anunciou uma investigação do ministério de Benny Hinn pelo Comitê de Finanças do Senado dos Estados Unidos. Em uma carta ao ministério de Hinn, Grassley solicitou a liberação de informações financeiras para determinar se Hinn obteve lucro pessoal de doações. A investigação também escrutinou cinco outros pregadores: Paula White, Kenneth Copeland, Eddie L. Long, Joyce Meyer, e Creflo Dollar.[carece de fontes?]
Em 6 de Dezembro de 2007 — prazo dado pelo senado — Hinn comunicou à imprensa que não responderia à solicitação até 2008. Em janeiro de 2011 Grassley concluiu sua investigação de três anos e informou que os Ministérios “Joyce Meyer Ministries” e “Benny Hinn Healing Center Church”, foram os únicos ministérios que cooperaram plenamente com a investigação e até mesmo implementaram reformas financeiras.[carece de fontes?]